# Eustache Berat
Eustache Bérat, (Rouen, 4 de desembre de 1791 - Granville, 29 de novembre de 1884), fou un músic i chansonnier francès.
Publicà nombroses cançons i romances, de les que componia la lletra i la música i encara cantava, acompanyant-se amb una guitarra. El seu germà Frédéric (1801-1855) va fer el mateix musicalment.
Les cançons més populars que va escriure Eustache són: J'ai perdu mon couteau, François l'estorurneau. L'Amour marchand de meubles, Ma Colette, La Lanterne magique, i Babet.